# Coppa Italia di Serie A2 2006-2007 (pallavolo maschile)
La Coppa Italia di Serie A2 di pallavolo maschile 2006-2007 si è svolta dal 10 gennaio all'11 febbraio 2007: al torneo hanno partecipato 8 squadre di club italiane e la vittoria finale è andata per la prima volta allo Sparkling Volley Milano.

## Regolamento
Le squadre hanno disputato quarti di finale, semifinali, finale per il terzo posto e finale.

## Torneo

### Tabellone
|  | Quarti di finale  | Quarti di finale |                   |                   | Semifinali                | Semifinali                |  |  | Finale | Finale |
|  |                   |                  |                   |                   |                           |                           |  |  |        |        |
|  |                   |                  |                   |                   |                           |                           |  |  |        |        |
|  |                   |                  |                   |                   |                           |                           |  |  |        |        |
|  | Materdomini       | 3                |                   |                   |                           |                           |  |  |        |        |
|  | Materdomini       | 3                |                   |                   |                           |                           |  |  |        |        |
|  | Cagliari          | 1                |                   |                   |                           |                           |  |  |        |        |
|  | Cagliari          | 1                | Materdomini       | 2                 |                           |                           |  |  |        |        |
|  |                   |                  | Materdomini       | 2                 |                           |                           |  |  |        |        |
|  |                   | Pineto           | 3                 |                   |                           |                           |  |  |        |        |
|  | Lupi Santa Croce  | Pineto           | 3                 | 0                 |                           |                           |  |  |        |        |
|  | Lupi Santa Croce  |                  |                   | 0                 |                           |                           |  |  |        |        |
|  | Pineto            | 3                |                   |                   |                           |                           |  |  |        |        |
|  | Pineto            | 3                | Pineto            | 0                 |                           |                           |  |  |        |        |
|  |                   |                  | Pineto            | 0                 |                           |                           |  |  |        |        |
|  |                   | Sparkling Milano | 3                 |                   |                           |                           |  |  |        |        |
|  | Volley Corigliano | Sparkling Milano | 3                 | 3                 |                           |                           |  |  |        |        |
|  | Volley Corigliano |                  |                   | 3                 |                           |                           |  |  |        |        |
|  | Bassano           | 0                |                   |                   |                           |                           |  |  |        |        |
|  | Bassano           | 0                | Volley Corigliano | 0                 | Finale per il terzo posto | Finale per il terzo posto |  |  |        |        |
|  |                   |                  | Volley Corigliano | 0                 | Finale per il terzo posto | Finale per il terzo posto |  |  |        |        |
|  |                   | Sparkling Milano | 3                 |                   |                           |                           |  |  |        |        |
|  | Reima Crema       | Sparkling Milano | 3                 | 0                 | Materdomini               | 3                         |  |  |        |        |
|  | Reima Crema       |                  |                   | 0                 | Materdomini               | 3                         |  |  |        |        |
|  | Sparkling Milano  | 3                |                   | Volley Corigliano | 1                         |                           |  |  |        |        |
|  | Sparkling Milano  | 3                |                   |                   | 1                         |                           |  |  |        |        |
|  |                   |                  |                   |                   |                           |                           |  |  |        |        |
|  |                   |                  |                   |                   |                           |                           |  |  |        |        |

### Risultati

#### Quarti di finale
| 9 gennaio 2007 - ore 20:00 PalaGrotte, Castellana Grotte       | Materdomini       | 3 - 1 | Cagliari         | 20-25, 25-17, 25-23, 33-31 |
| 10 gennaio 2007 - ore 20:30 PalaCorigliano, Corigliano Calabro | Volley Corigliano | 3 - 0 | Bassano          | 25-21, 25-18, 28-26        |
| 10 gennaio 2007 - ore 20:30 PalaBertoni, Crema                 | Reima Crema       | 0 - 3 | Sparkling Milano | 22-25, 21-25, 23-25        |
| 10 gennaio 2007 - ore 20:30 PalaParenti, Santa Croce sull'Arno | Lupi Santa Croce  | 0 - 3 | Pineto           | 24-26, 24-26, 25-27        |

#### Semifinali
| 10 febbraio 2007 - ore 18:00 PalaMaggetti, Roseto degli Abruzzi | Materdomini       | 2 - 3 | Pineto           | 21-25, 31-29, 19-25, 25-22, 13-15 |
| 10 febbraio 2007 - ore 20:30 PalaMaggetti, Roseto degli Abruzzi | Volley Corigliano | 0 - 3 | Sparkling Milano | 21-25, 21-25, 25-27               |

#### Finale 3º posto
| 11 febbraio 2007 - ore 15:00 PalaMaggetti, Roseto degli Abruzzi | Materdomini | 3 - 1 | Volley Corigliano | 25-18, 25-23, 22-25, 25-19 |

#### Finale
| 11 febbraio 2007 - ore 18:00 PalaMaggetti, Roseto degli Abruzzi | Pineto | 0 - 3 | Sparkling Milano | 21-25, 15-25, 10-25 |